# Bryan Pelé
Bryan Pelé (Malestroit, 25 marzo 1992) è un calciatore francese, centrocampista dell'Enfants de Guer.

## Carriera
Cresciuto nel settore giovanile del Lorient, vi ha militato dal 2004 al 2011, esordendo poi nella squadra riserve nel 2011. Con il Lorient 2 ha collezionato 68 presenze e 6 reti fino al 2014, periodo durante il quale ha anche debuttato in prima squadra totalizzando 23 presenze in Ligue 1 tra il 2013 e il 2015.
Nel 2015 si trasferisce al Brest, inizialmente giocando per la squadra riserve, per poi imporsi nella prima squadra dove, tra il 2015 e il 2017, ha disputato 73 partite segnando 10 gol in Ligue 2.
Successivamente gioca nel Troyes (2017-2019), dove mette a referto 63 presenze e 7 reti, e nel Guingamp (2019-2021), con 50 presenze e 8 reti.
Nel 2021 si trasferisce a Cipro, firmando per l'AEL Limassol, dove disputa 13 incontri nella massima serie cipriota. Dopo una breve parentesi al Concarneau nel 2023-2024, senza presenze ufficiali, nel 2024 passa agli Enfants de Guer.